# الدين في السنغال

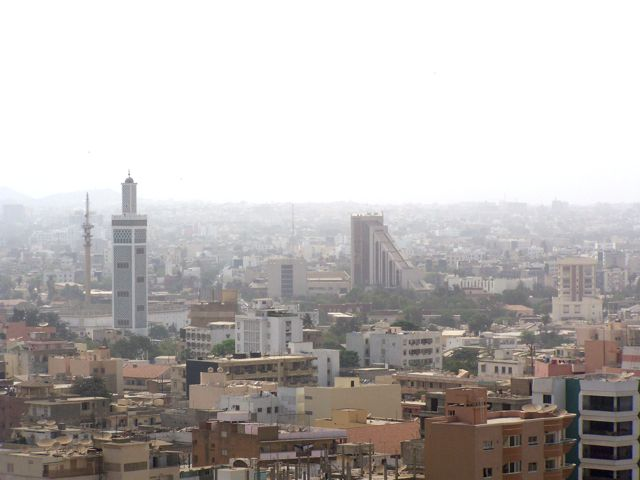
مسجد داكار

الدين في السنغال، يعتبر الإسلام هو الدين السائد في دولة السنغال غرب إفريقيا، تشير التقديرات إلى أن 97% من مجموع السكان مسلمون، غالبيتهم من أهل السنة والجماعة.

## الديانات الرئيسية في السنغال
يتكون المجتمع السنغالي من الديانات الرئيسية وهي:
  الإسلام، المسيحية، الديانات الإفريقية التقليدية.
وبحسب كتاب حقائق العالم لوكالة المخابرات الأمريكية في السنغال وفق تقديرات 2019، فإن الإسلام هو الدين السائد في البلاد، ويشكل المسلمون حوالي 97.2% من مجموع سكان البلاد، والدين المسيحي يشكل نسبة 2.7% من السكان، وأقل من واحد في المائة يمارسون الديانات الإفريقية التقليدية.

## الإسلام

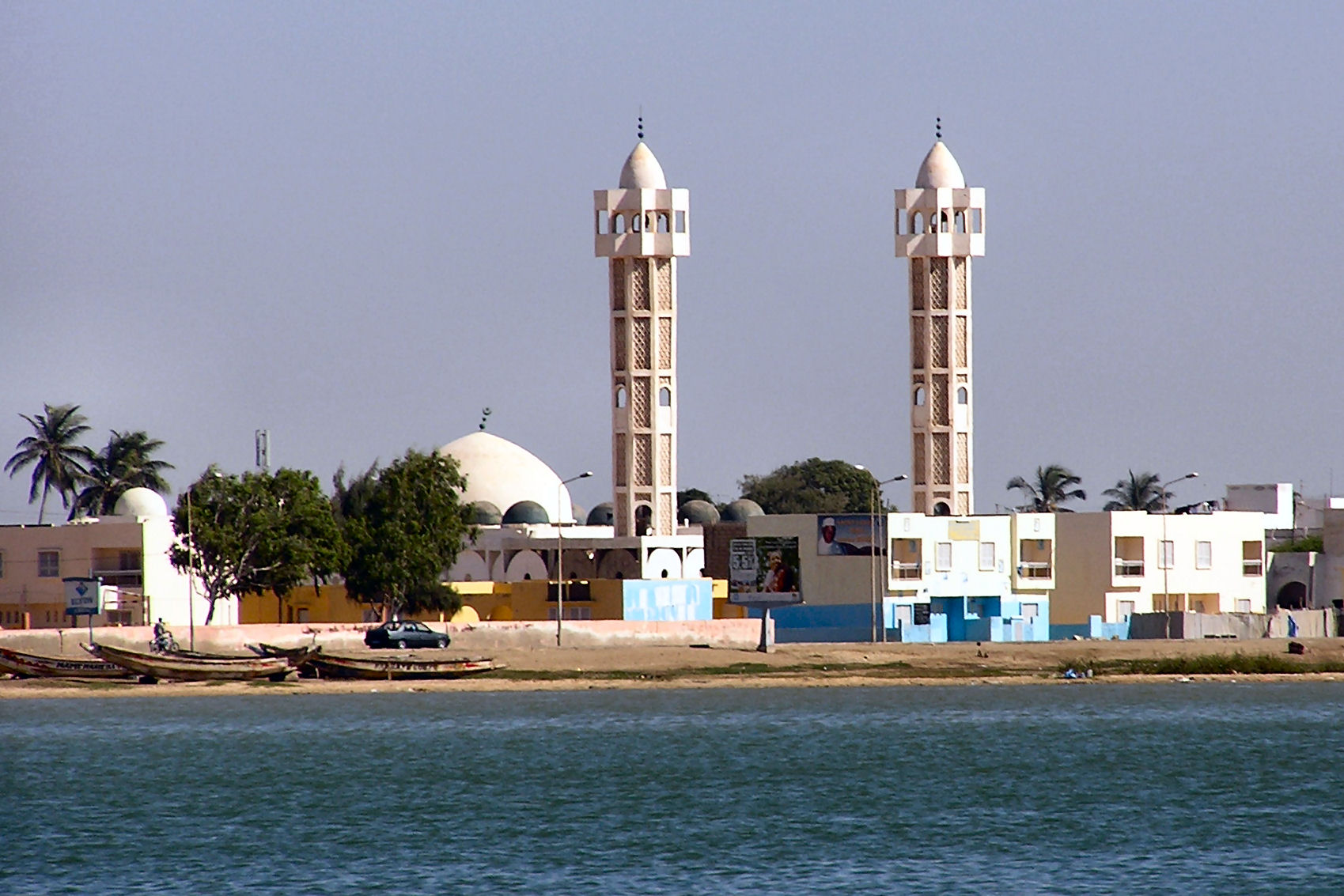
المسجد الكبير في سانت لويس

يعود تاريخ الوجود الإسلامي في السنغال في إفريقيا إلى القرن الحادي عشر الميلادي، ويشكل المسلمون حوالي 97٪ من مجموع السكان في السنغال، غالبيتهم من أهل السنة والجماعة، مع وجود أقلية مجتمعية من المسلمين الشيعة والأحمدية.

## المسيحية

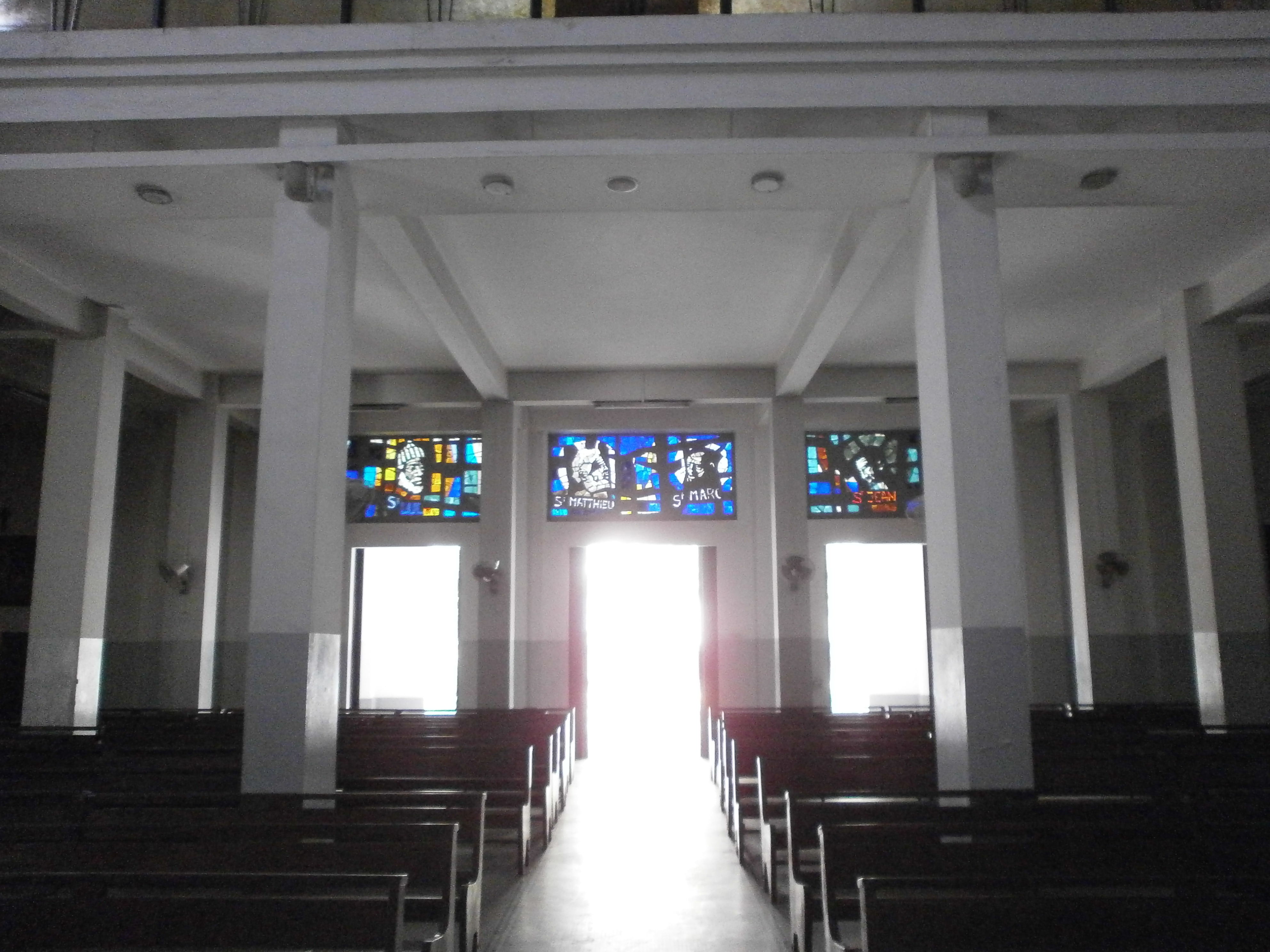
كاتدرائية في العاصمة داكار

تعتبر المسيحية في السنغال الدين الثاني بعد الإسلام ويشكل المسيحيون نسبة 3 بالمائة من إجمالي عدد السكان، يتواجد معظمهم في غرب وجنوب السنغال، وخاصة في منطقة كازامانس، وفي المدن الكبيرة، مثل داكار وسانت لويس.

## الديانات الإفريقية التقليدية
الديانات الإفريقية التقليدية في السنغال هي مجموعة من المعتقدات شديدة التنوع التي تشمل مختلف الديانات العرقية وتشكل حوالي 1 بالمائة من إجمالي مجموع السكان.

## حرية الدين
ينص الدستور  السنغالي على حرية المعتقدات الدينية للجميع والحكم الذاتي للجماعات الدينية دون تدخل خارجي.